# Тюсондзі

Національний скарб Японії — Мавзолей роду Фудзівара на території Тюсондзі.

Тюсондзі (яп. 中尊寺, ちゅうそんじ, «монастир Центрального будди») — буддистський монастир в Японії, в містечку Хіраїдзумі префектури Івате. Головний осередок секти Тендай у регіоні Тохоку. Національний скарб Японії.

## Короткі відомості
Тюсондзі був заснований у 850 році Енніном, ченцем секти Тендай. Початково монастир називався Кодайдзюїн, але у 859 році за наказом Імператора Сейва отримав ім'я, яке носить по-сьогодні. Протягом 10 — 11 століття Тюсондзі не ремонтувався, тому багато споруд обителі зруйнував час.
У 1105 році Імператор Хорікава звелів володарю Північної Японії, Фудзіварі но Кійохірі відновити і збагатити монастир. За 21 рік він звів Павільйон довгожителів, Золоту залу, триярусну пагоду, дзвіницю, Сховище сутр, Залу Аміди і великі ворота. Пишне відкриття відреставрованого Тюсондзі відбулося 1126 року, під час якого Кійохіра присвятив його полеглим воякам у Дев'ятирічній і Трирічній війнах, прагнучи поширення буддизму у північнояпонській провінції Муцу і околицях. Оскільки монастир був відновлений за бажанням Імператорського дому він отримав статус державного.
Протягом 12 — 13 століття на території Тюсондзі було зведено 40 залів, павільйонів і пагод, а також 300 гуртожитків для ченців. Монастир вважався «перлиною Півночі» і змагався у багатстві з найбільшими буддистськими центрами Кіото і Нари. Проте у 1337 році сталася велика пожежа, яка знищила усі споруди обителі, за винятком Мавзолею роду Фудзівара та Сховища сутр. Після цього монастир тривалий час перебував у запустінні і був частково відремонтований лише у 16 — 17 століттях.
На сьогодні, окрім Мавзолею і Сховища, Тюсондзі включає в себе Залу Бенкея, Головний храм, дзвіницю і синтоїстське святилище Сіраяма. У коморах монастиря зберігаються численні скарби: статуя Амітабги, головної святині обителі, 11 статуй будд і бодхісаттв, дорогоцінні ритуальні знаряддя, понад 2000 сувоїв сутр тощо. Більша частина цих старожитностей вважається Національними скарбами Японії.

## Галерея

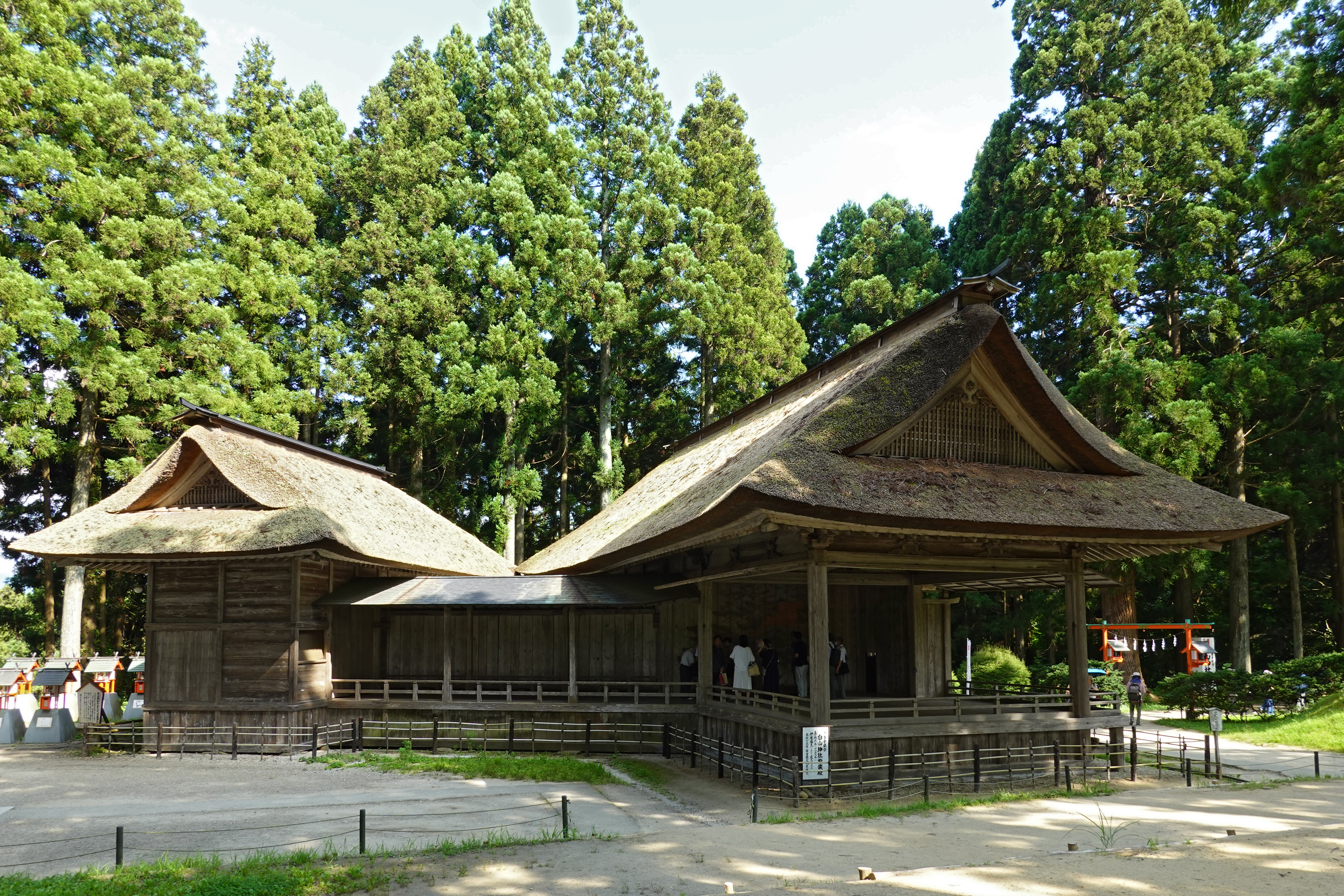
Театральна сцена святилища Сіраяма
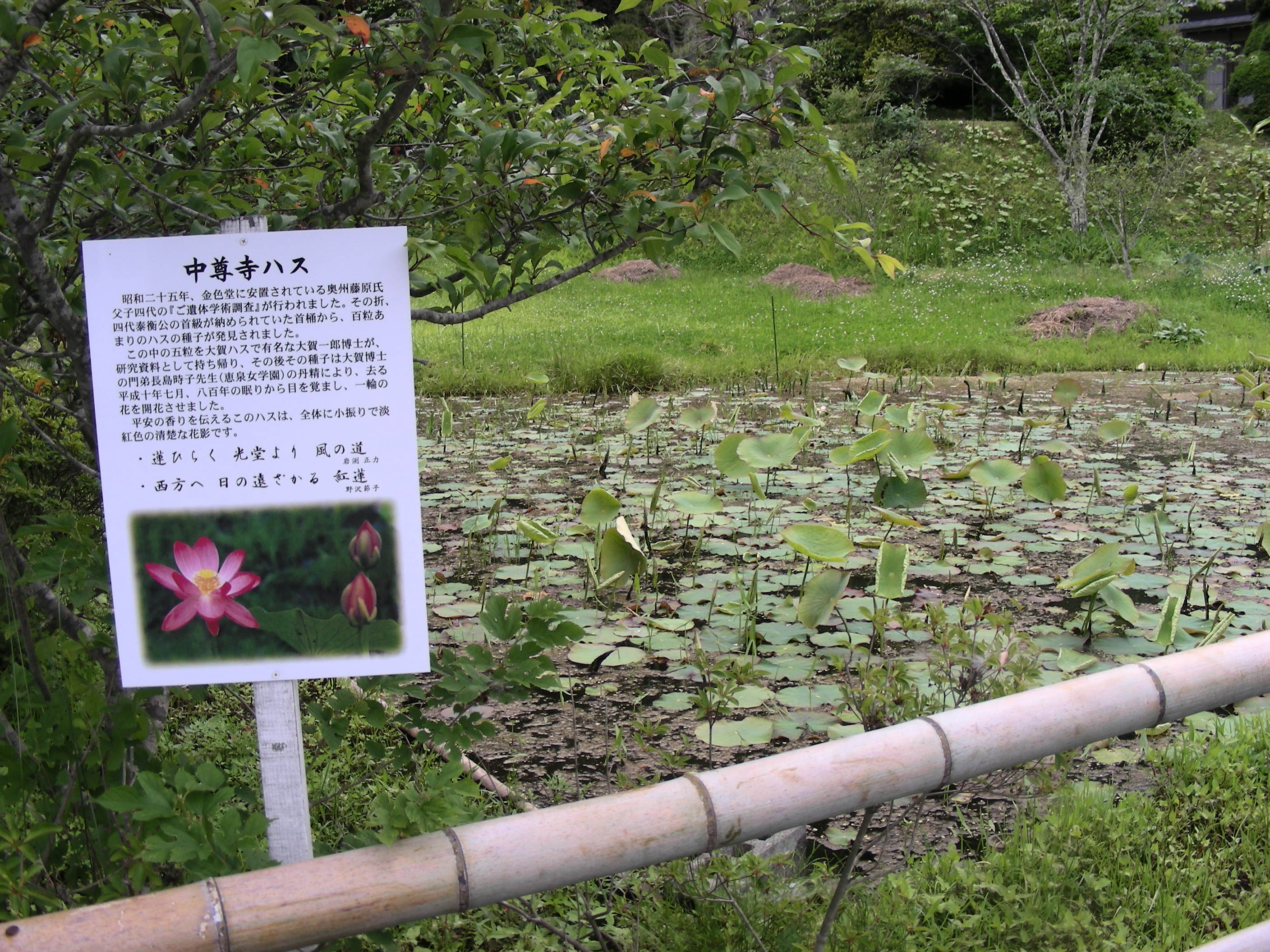
Примонастирські лотоси